# Atanase Sciotnic
Atanase Sciotnic, född 1 mars 1942 i Tulcea, död 5 april 2017, var en rumänsk kanotist.
Han tog OS-brons i K-4 1000 meter i samband med de olympiska kanottävlingarna 1964 i Tokyo.
Han tog OS-silver på samma distans i samband med de olympiska kanottävlingarna 1972 i München.